# Фролов, Игорь Михайлович
И́горь Миха́йлович Фроло́в (род. 13 января 1974) — российский легкоатлет, специалист по барьерному бегу. Выступал на профессиональном уровне в 1993—2001 годах, серебряный призёр чемпионата России, победитель и призёр первенств всероссийского значения. Представлял Новосибирскую область.

## Биография
Игорь Фролов родился 13 января 1974 года. Занимался лёгкой атлетикой в Новосибирской области.
Впервые заявил о себе на международном уровне в сезоне 1993 года, когда вошёл в состав российской сборной и выступил в беге на 400 метров с барьерами на юниорском европейском первенстве в Сан-Себастьяне.
В 1998 году в 400-метровом барьерном беге стал пятым на чемпионате России в Москве, одержал победу на соревнованиях в Новокузнецке.
В 1999 году бежал 200 метров и 60 метров с барьерами на зимнем чемпионате России в Москве. В беге на 400 метров с барьерами победил на соревнованиях в Иркутске, выиграл серебряную медаль на Мемориале братьев Знаменских в Москве, с личным рекордом 51,00	стал серебряным призёром на летнем чемпионате России в Туле, уступив на финише только Владиславу Ширяеву.
В 2000 году в барьерном беге на 400 метров взял бронзу на Кубке России в Туле, был седьмым на Мемориале братьев Знаменских в Санкт-Петербурге и восьмым на чемпионате России в Туле.
В 2001 году в беге на 60 метров с барьерами дошёл до полуфинала на зимнем чемпионате России в Москве. По окончании сезона завершил спортивную карьеру.